# Área metropolitana de Asheville
El área metropolitana de Asheville o Área Estadística Metropolitana de Asheville, NC MSA, como la denomina la Oficina del Censo de los Estados Unidos, es un Área Estadística Metropolitana centrada en la ciudad de Asheville, estado de Carolina del Norte, en Estados Unidos. Su población según el censo de 2010 es de 424.858 de habitantes, convirtiéndola en la 117.º área metropolitana más poblada de los Estados Unidos.

## Composición
Los 4 condados que componen el área metropolitana, junto con su población según los resultados del censo 2010:
- Buncombe – 238.318 habitantes
- Haywood – 59.036 habitantes
- Henderson – 106.740 habitantes
- Madison – 20.764 habitantes

## Principales ciudades del área metropolitana
Ciudad principal o núcleo
- Asheville

Comunidades con más de 5.000 habitantes
- Black Mountain
- Hendersonville
- Mills River
- Waynesville

Comunidades con 2.500 a 5.000 habitantes
- Canton
- East Flat Rock
- Etowah
- Flat Rock
- Fletcher
- Lake Junaluska
- Swannanoa
- Weaverville
- Woodfin

Comunidades con 1.000 a 2.500 habitantes
- Avery Creek
- Balfour
- Barker Heights
- Bent Creek
- Biltmore Forest
- Clyde
- Fairview
- Laurel Park
- Mars Hill
- Mountain Home
- Valley Hill
- West Canton

Comunidades con menos de 1.000 habitantes
- Hot Springs
- Maggie Valley
- Marshall
- Montreat
- Saluda (parcial)

Comunidades definidas como lugares no incorporados
- Arden
- Barnardsville
- Bat Cave
- Breakaway
- Candler
- Chesnut Hill
- Gerton
- Joe
- Jupiter
- Leicester
- Luck
- Oteen
- Petersburg
- Ridgecrest
- Skyland
- Trust
- Walnut